# Steve Harris (Schlagzeuger)
Steve Harris  (* 16. August 1948; † 11. Januar 2008)  war ein britischer Avantgarde-Jazz-Schlagzeuger, Komponist und Bandleader des Avantgarde Jazz und der Neuen Improvisationsmusik. Er leitete die Formation Zaum.

## Biographie
Steve Harris spielte seit Ende der 1960er Jahre Schlagzeug in verschiedenen experimentellen Rockbands, der Band Woody Kern (um 1967) und den Amazorblades mit Rik Kenton (der später mit Roxy Music spielte) Mitte der 1970er Jahre. Harris arbeitete dann in den 1980er Jahren kurz mit dem Ganelin-Trio, später  mit der Free Funk- und Jazz-Band Pinksi Zoo und gründete 2002 die Formation Zaum mit  Cathy Stevens (Violectra), Geoff Hearn (Saxophone), Karen Wimhurst (Klarinette) und Udo Dzierzanowski (Gitarre) sowie Adrian Newton (live & found samples), die aus unterschiedlichen musikalischen Bereichen wie Funk, Rock, R&B, sowie klassischer Musik. Als Gast wirkte auch die Keyboarderin und Akkordeonistin Andrea Parkins und der Schlagzeuger Jim Black sowie verschiedene Sängerinnen  mit. Nach Meinung der Autoren Richard Cook und Brian Morton
entwickelte Harris mit seiner Band Zaum die musikalischen Ideen des Spontaneous Music Ensemble, von ISKRA 1903, AMM und Derek Baileys Company weiter, indem er auch elektronisches Instrumentarium wie Samples einfügte.

## Diskographische Hinweise
- Zaum (Slam, 2002)
- Above Our Heads The Sky Splits Opne (Slam, 2004)
- Geoff Hearn und Harris: As Slow as Flowers (ZM product 2003)
- hope you never love anything as much as I love you mit Andrea Parkins (AMAZ)
- the little flash of letting go (live at the spitz) (Spitz, 2005)